# Visión aristotélica de la mujer
La visión aristotélica de la mujer influenció a los pensadores occidentales posteriores, que lo citaron como autoridad hasta finales de la Edad Media, y es por tanto una importante cuestión en la historia de la mujer.

ἔτι δὲ τὸ ἄρρεν πρὸς τὸ θῆλυ φύσει τὸ μὲν κρεῖττον τὸ δὲ χεῖρον, καὶ τὸ μὲν ἄρχον τὸ δ᾽ ἀρχόμενον. τὸν αὐτὸν δὲ τρόπον ἀναγκαῖον εἶναι καὶ ἐπὶ πάντων ἀνθρώπων.
El macho es por naturaleza superior y la hembra inferior; uno gobierna y la otra es gobernada; este principio de necesidad se extiende a toda la humanidad.
Política (1254b 13-15)

Aristóteles consideraba que la mujer estaba sometida al hombre, pero se encontraba por encima de los esclavos. En el libro primero, capítulo 5 de su Política, escribe: «El esclavo está absolutamente privado de voluntad; la mujer la tiene, pero subordinada; el niño sólo la tiene incompleta». Entre los "bárbaros", la hembra y el esclavo tienen la misma posición, y la causa de ello es que no tienen el elemento gobernante, sino que con ellos la sociedad conyugal es una sociedad de esclava y esclavo.
Por otro lado, Aristóteles dio igual peso a la felicidad de las mujeres que a los hombres. Aristóteles escribió que en Esparta, el legislador quería hacer que toda la ciudad (o país) fuera fuerte y moderada, y que cumplió su intención en el caso de los hombres, pero pasó por alto a las mujeres, que vivían en todo tipo de intemperancia y riqueza. Añadió que en aquellos regímenes en los que la condición de las mujeres era mala, se podía considerar que la mitad de la ciudad no tenía leyes. También comentó en su Retórica que las cosas que conducen a la felicidad deben estar tanto en las mujeres como en los hombres.
El análisis de Aristóteles de la procreación describe un elemento masculino activo y ensolante que da vida a un elemento femenino inerte y pasivo. Sobre esta base, los defensores de la metafísica feminista han acusado a Aristóteles de misoginia y sexismo.

## Comparación con Platón
Al contrario de Aristóteles, Platón defendió que las mujeres deberían ser educadas, pero la actitud de Platón hacia las mujeres era ambivalente. Mientras que en la República (455d) Platón siguió una posición igualitaria al abolir el estatus de la mujer como propiedad del marido y ponerlas al mismo nivel con los hombres tanto para la clase de los "guardianes" como la de "reyes filósofos". Por otro lado, Platón atribuyó la visión aristotélica de la mujer como una degeneración de la naturaleza humana perfecta. Platón en el Timeo (90e) afirma que los hombres que fueron cobardes y perezosos durante toda su vida renacerán como mujeres, además de su opinión sobre la inferioridad del «potencial natural» de las mujeres al afirmar en la República (455d) que «comparten la naturaleza en todas las formas de vida como lo hacen los hombres, pero en todas ellas las mujeres son más débiles que los hombres».

## Diferencias entre hombre y mujer
Aristóteles creía que la naturaleza ordenaba no sólo las diferencias físicas entre machos y hembras, sino también las diferencias mentales. En comparación con el hombre, argumentaba, la mujer es «más pícara, menos simple, más impulsiva (…) más compasiva (…) más propensa a las lágrimas (…) más celosa, más quejosa, más apta para reprender y herir (…) más proclive al desaliento y menos esperanzada (…) más descarada y más mentirosa, más engañosa, con mejor memoria [y] (…) también más alerta, más apocada [y] más difícil de inducir a la acción» (Historia de los animales, 608b. 1-14). Además, de acuerdo con la costumbre de la sociedad aristotélica de no permitir que las chicas y a las mujeres comieran más que la mitad que los chicos y los hombres, añadió que las mujeres «requieren una menor cantidad de alimentos» (Historia de los animales, 608b. 14). Aristóteles escribió extensamente sobre sus puntos de vista de la naturaleza del semen. En la actualidad, su opinión de cómo se decide el sexo de un bebé está obsoleta.
También afirmaba que solo las mujeres de piel clara, y no las de piel oscura, tenían flujo sexual y llegaban al clímax. También creía que este flujo podía incrementarse ingiriendo alimentos picantes. Aristóteles pensaba que el flujo sexual de una mujer era similar al de un hombre estéril o castrado. Concluía que ambos sexos contribuían al material de generación, pero la contribución de la hembra estaba en su flujo (al igual que la del macho) en lugar de encontrarse en el ovario.
Su idea de la procreación era la de un elemento masculino activo, generador de almas, que instila la vida en un elemento femenino pasivo.
Aristóteles explica como y por qué la asociación entre hombre y mujer adquiere carácter jerárquico comentando la autoridad masculina sobre los «bárbaros» o no griegos. «Por consiguiente, la hembra y el esclavo son por naturaleza distintos –porque la naturaleza no hace nada de la manera que los cuchilleros hacen el cuchillo délfico, con tacañería, sino que hace una cosa para un solo fin, ya que así cada herramienta resultará mucho más perfecta si sirve no para muchos usos, sino para uno solo-. Sin embargo, entre los bárbaros, la mujer y el esclavo tienen la misma categoría; la causa de ello está en que los bárbaros no tienen ninguna clase de gobernantes por naturaleza, antes entre ellos la comunidad conyugal es una unión de una mujer esclava y un varón esclavo. De aquí el dicho de los poetas: “Resultó que los griegos gobernaban a los bárbaros” (Eurípides), implicando que, por naturaleza, bárbaro y esclavo es una sola y misma cosa».
Aunque Aristóteles reduce el papel de las mujeres en la sociedad y promueve la idea de que la mujer debe recibir menos alimentos que los hombres, también critica los resultados: una mujer –pensaba– es entonces más compasiva, más obstinada, más crítica y más hiriente. Afirma que la mujer tiene menos tendencia al desaliento, es más descarada y más mentirosa, más tramposa y de memoria más fiel.

## Papel de la mujer en la herencia
El modelo de herencia de Aristóteles buscaba explicar cómo las características de los padres se transmiten al hijo, sujetas a la influencia del entorno. Desde su punto de vista, un elemento masculino activo y animador dio vida a un elemento femenino pasivo. En la Física (192 a, 12-25) Aristóteles "compara la materia prima con la madre, por la función pasiva y receptora que desempeña, al producir las sustancias naturales en unión de la forma". Compara que "la materia desea la forma de manera semejante a como la hembra desea al macho". De hecho, materia provienen de mater, madre en latín.
El sistema funcionó de la siguiente manera. El semen del padre y la menstruación de la madre codifican sus características parentales. El modelo es parcialmente asimétrico, ya que solo los movimientos del padre definen la forma o eidos de la especie humana, mientras que los movimientos de los fluidos tanto del padre como de la madre definen otras características además de la forma, como el ojo del padre. color o la forma de la nariz de la madre. La teoría tiene cierta simetría, ya que los movimientos del semen llevan la masculinidad mientras que la menstruación lleva la feminidad. Si el semen está lo suficientemente caliente como para dominar la menstruación fría, la criatura será un niño; pero si hace demasiado frío para hacer esto, la criatura será una niña. La herencia es, pues, particular (definitivamente un rasgo u otro), como en la genética mendeliana, a diferencia del modelo hipocrático que era continuo y mixto. El sexo del niño puede verse influido por factores que afectan la temperatura, incluido el clima, la dirección del viento, la dieta y la edad del padre. Otras características además del sexo también dependen de si el semen supera a la menstruación, por lo que si un hombre tiene un semen fuerte, tendrá hijos que se le parezcan, mientras que si el semen es débil, tendrá hijas que se parezcan a su madre. En Generación de los animales, sostiene que "la hembra es como un macho deforme" (peperomenon).

## Formas de gobierno
Aristóteles era partidario de las leyes que otorgaban de forma automática el patrimonio personal de una mujer a su marido. Según Aristóteles, había distintas formas o modos (tropoi) de gobierno, como el despótico, el real y el político. El gobierno político es el de los que son libres e iguales, los que tienden en su naturaleza a estar en iguales términos y no diferir en nada. Aristóteles opinaba que marido y mujer deben vivir bajo un gobierno político, el gobierno adecuado para los que son libres e iguales. No obstante, pensaba que las mujeres no debían salir de la zona femenina de la casa, y a su muerte, la salud de las mujeres atenienses se había deteriorado, ya que vivían un promedio de 10 años menos que los hombres, y sufrían un elevado índice de mortalidad materna. [cita requerida]
En cuanto a las diferencias entre marido y mujer, Aristóteles dice que siempre forman parte de las apariencias externas, de los discursos y del honor. Aristóteles defendía que si un hombre perdía su dinero y su reputación, la esposa debía evitar quejarse, y atribuirlo a la enfermedad, la ignorancia o a errores accidentales. Pensaba que en algunas ocasiones los hombres eran líderes, o que ambos, hombres y mujeres, poseían capacidad de decisión, pero las mujeres carecían de autoridad.

### La buena esposa, deOikonomikos, 330 a.C.

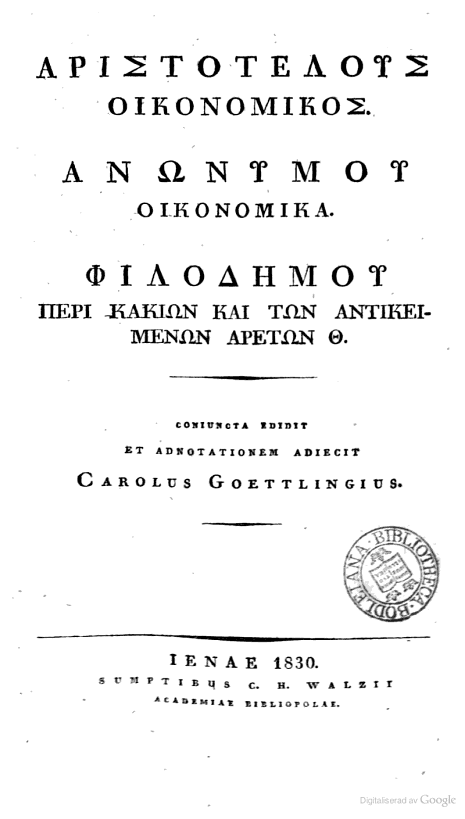
Portada de una edición de 1830 del libro Oikonomikos (Economía) de Aristóteles

En su Economía, Aristóteles escribió que no conviene a un hombre en su sano juicio otorgar promiscuamente su persona, o tener relaciones sexuales al azar con mujeres; porque de lo contrario, el nacido bajo compartirá los derechos de sus hijos legítimos, y su esposa será despojada del honor que le corresponde, y la vergüenza se unirá a sus hijos. Es apropiado que se acerque a su esposa con honor, lleno de autocontrol y temor, y en su conversación con ella, use solo las palabras de un hombre de mente recta, sugiriendo solo los actos que son en sí mismos lícitos y honorables. Aristóteles pensaba que una esposa era más honrada cuando veía que su esposo le era fiel y que no tenía preferencia por otra mujer, sino que la amaba, confiaba en ella y la tenía como propia antes que a todos los demás. Aristóteles escribió que un esposo debe asegurarse el acuerdo, la lealtad y la devoción de su esposa, de modo que, esté él mismo presente o no, no haya diferencia en la actitud de ella hacia él, ya que ella se da cuenta de que ambos son igualmente guardianes del bien común. intereses, y así, cuando él está lejos, ella puede sentir que ningún hombre es para ella más amable o más virtuoso o más verdaderamente suyo que su propio marido.

### Las mujeres de Esparta
Aristóteles escribió que en Esparta el gobernante decidió hacer toda la ciudad (o país) fuerte y serena, y llevó a cabo su objetivo en el caso de los hombres, pero desatendió a las mujeres, que vivían con todo tipo de lujos y excesos. Añadió que en los regímenes en los que la condición de las mujeres era mala, debía considerarse que la mitad de la ciudad carecía de leyes.

### Similar importancia de la felicidad de hombres y mujeres
Aristóteles concedía el mismo peso a la felicidad de las mujeres que a la de los hombres, y en su Retórica comentó que una sociedad no puede ser feliz a menos que las mujeres también lo sean.
En un artículo titulado Aristotle's Account of the subjection of Women, Stauffer explica que Aristóteles creía que en la naturaleza, el bien común proviene de la autoridad de un ser superior. Pero no dice que el bien común de los hombres sea superior al de las mujeres. Utiliza la palabra Kreitton para indicar superioridad, con el significado de fuerza. Aristóteles creía que el pensamiento racional es lo que hace a las personas superiores a otros seres de la naturaleza, y aun así seguía usando el término que significaba fuerza, no racionalidad o inteligencia. ¿Implica esto que los hombres consiguieron ser superiores a las mujeres simplemente por ser más fuertes?

### Hijos
Sobre los hijos, decía: «¿Y qué sería más divino que esto, o más deseable para un hombre de bien, que engendrar en una mujer noble y de honor hijos que serán los más leales apoyos y más prudentes guardianes de sus padres en su vejez, y los custodios de toda la casa? Bien criados por su padre y su madre, los hijos crecerán virtuosos, como quienes los han tratado piadosa y cabalmente se merecen que crezcan».
Aristóteles creía que todos teníamos el impulso biológico de procrear, de dejar algo que ocupara nuestro lugar y fuera similar a nosotros. Esto justificaría la natural asociación entre hombre y mujer. Y todas las personas tienen un propósito específico porque se les da mejor ser maestros en un campo que adecuados en muchos. El propósito de la mujer –parece creer– es dar a luz a los hijos. Aristóteles recalcaba que hombre y mujer deben trabajar juntos para criar a los hijos, y que la forma en que los crían tiene una enorme influencia sobre el tipo de personas en que se convierten, y por tanto, en el tipo de sociedad o comunidad en la que vive todo el mundo.

## Legado

### Galeno
Los supuestos de Aristóteles sobre la frialdad de las mujeres influenció a Galeno y otros durante al menos dos mil años hasta el siglo XVI.

### Mundo cristiano medieval
Joyce E. Salisbury argumenta que los padres de la Iglesia, influenciados por las opiniones de Aristóteles, se opusieron a la práctica del ascetismo femenino independiente porque amenazaba con emancipar a las mujeres de los hombres. Durante la Edad Media, el Timeo de Platón y la Política de Aristóteles fueron muy influyentes en el mundo cristiano, pero en el mundo árabe y judío lo fue más la República y la Política apenas era conocida. Tomás de Aquino fue partidario de la visión aristotélica de la mujer.

### Otto Weininger
En su libro Sexo y carácter, escrito en 1903, Otto Weininger explicaba que todo el mundo se compone de una mezcla de sustancia femenina y masculina, y que esa opinión se apoya en la ciencia.